# William Henry Thompson
William Henry Thompson (* 14. Dezember 1853 in Perrysville, Ohio; † 6. Juni 1937 in Grand Island, Nebraska) war ein US-amerikanischer Jurist und Politiker (Demokratische Partei), der vom 24. Mai 1933 bis zum 6. November 1934 US-Senator für den Staat Nebraska war.

## Frühe Jahre
Geboren und aufgewachsen in Perrysville, zog William Henry Thompson im Alter von elf Jahren mit seinen Eltern ins Fayette County in Iowa. Er besuchte von 1872 bis 1875 die Upper Iowa University in Fayette und schloss 1877 sein Studium der Rechtswissenschaften an der Jurafakultät der University of Iowa erfolgreich ab. Noch im selben Jahr erhielt er seine Zulassung als Anwalt und begann in Bush Creek zu arbeiten, das heute unter dem Namen Arlington bekannt ist. 1881 zog er nach Grand Island um, wo er neben seiner Tätigkeit als Anwalt auch ins Bankengeschäft einstieg.

## Politischer Aufstieg
1887 und 1888 geriet Thompson als city attorney der Stadt Grand Island in Kontakt mit der Politik. Nach einer erfolglosen Kandidatur für den 52. Kongress der Vereinigten Staaten im Jahr 1890 gelang es ihm 1895, für drei Jahre das Amt des Bürgermeisters von Grand Island zu übernehmen.
Von 1896 bis 1900 war er Mitglied des Democratic National Committee. Dies gelang ihm später wieder in der Zeit von 1920 bis 1924. 1902 kandidierte Thompson für das Amt des Gouverneurs, doch er musste sich John H. Mickey geschlagen geben. In den folgenden Jahren war er Mitglied des Komitees, das sich um den Bau des neuen Nebraska State Capitol kümmerte. Zwischen 1924 und 1931 war er Richter am Nebraska Supreme Court.
Nach dem Tod von US-Senator Robert B. Howell am 11. März 1933 wurde Thompson vom damaligen Gouverneur Charles W. Bryan zu dessen Nachfolger ernannt. Erst am 6. November 1934 wurde er von Richard C. Hunter abgelöst.

## Tod
Nach seiner Amtszeit als Senator zog sich Thompson aus dem öffentlichen Leben zurück und verstarb am 6. Juni 1937 im Alter von 83 Jahren in Grand Island.